# Daniel Zobel
Daniel Zobel (* 9. April 1563 in Schneeberg (Erzgebirge); † 1639) war ein deutscher Unternehmer, der zunächst Zehntner und danach Hammerherr im Erzgebirge und Franken wurde.

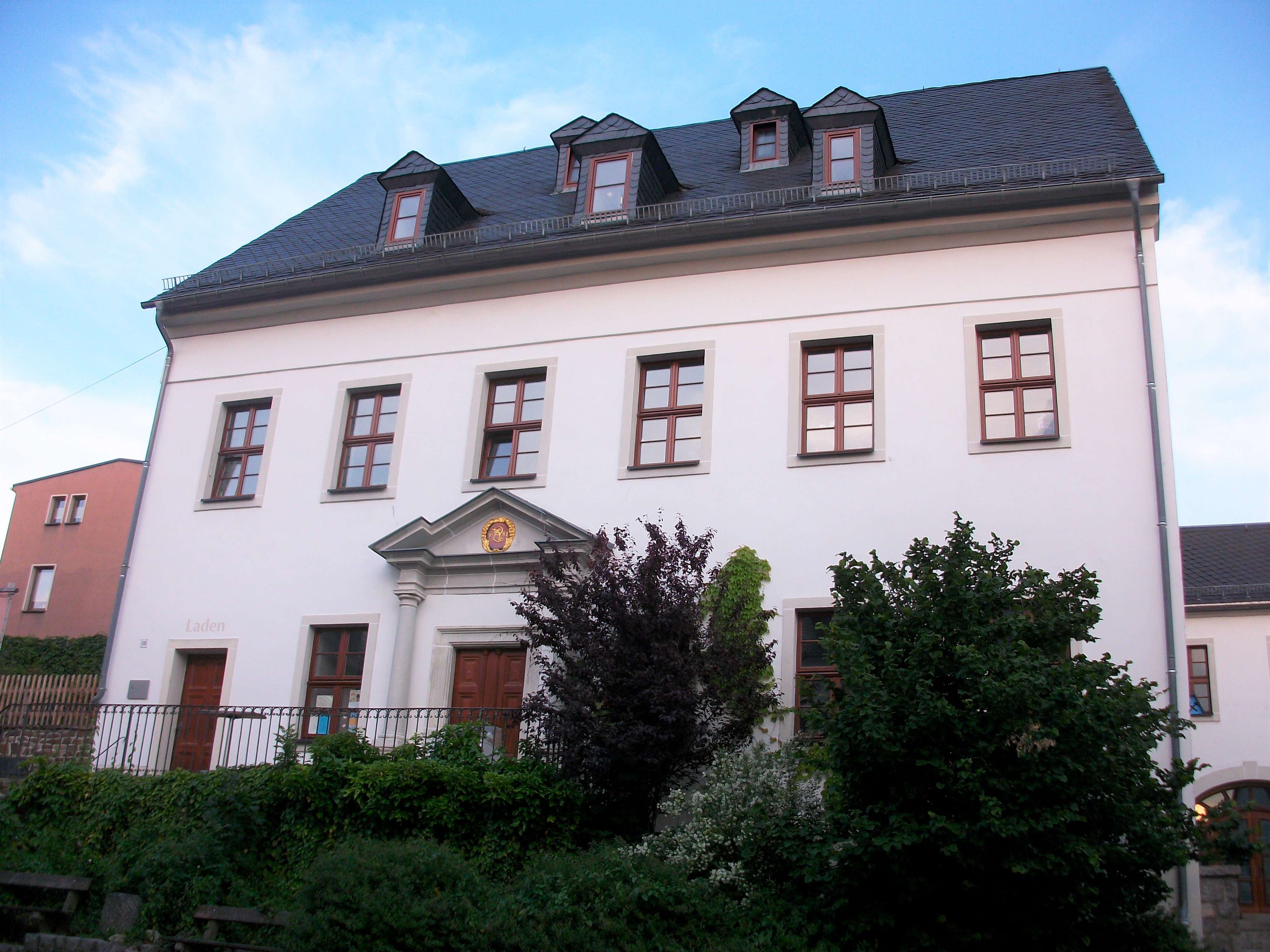
Zobel-Haus in Schneeberg (Erzgebirge)

## Leben und Werk
Zobel war der Sohn von Wolf Zobel und stammte aus der erzgebirgischen Bergstadt Schneeberg, wo er 1608 das Amt des Zehntners übernahm. Nach Unregelmäßigkeiten als Zehntner ergriff Zobel 1614 die Flucht über die Grenze nach Franken. Hier übernahm er 1615 den Schneckenhammer bei Wunsiedel, den er 1622 abgab, um in das Königreich Böhmen zu wechseln, wo er sich dauerhaft niederließ. 1619 gewährte ihm der sächsische Kurfürst Johann Georg I. sicheres Geleit, damit Zobel erstmals nach seiner Flucht aus Sachsen wieder an der Ostermesse in Leipzig teilnehmen konnte, um dort sein Rechnungswesen wieder in Ordnung zu bringen.
1626 ist er als Hammerherr auf dem böhmischen Hammerwerk Breitenbach nachweisbar, das er 1628 mit einigen Konsorten im Besitz hatte. Im besagten Jahr stellten diese gemeinsam beim Kurfürsten Johann Georg I. von Sachsen den Antrag, gegenüber des Eisenhammers Breitenbach auf sächsischer Seite ein Grundstück eingeräumt zu bekommen und darauf ein Wohnhaus zu errichten. Von dort aus wollten sie die Waldschäden, die viele Windbrüche angerichtet hatte, beseitigen und das umgeworfene Holz weiterverwenden. Neben diesem Haus an der sächsischen Grenze entstand 1651 auf Antrag von Caspar Wittich das nach ihm benannte Hammerwerk Wittigsthal.
Johann Christian Engelschall berichtet 1723: „Der letzte Besitzer / vor Caspar Wittichen / war Daniel Zobel / welcher im Jahr 1563. d. 9. Ap. zu Schneeberg gebohren / 1608. Zehender daselbst worden / und 1636. auf diesem Hammerwerck einen Sohn gezeuget / Daniel Zobeln / nachmahligen J. U. Pract. und Stadt=Syndicum zu Wohn=siedel / welcher mit Anna Elisabeth / Caspar Wittichs Tochter / vereheli=chet gewesen / vid. Schneeb. Chron. 384. Und 586. Es kame aber bey gedachtem Zobel / vermutlich wegen des langwierigen Krieges / das Werck gar sehr in Decadence, biß es gar caduc wurde.“
Zobel war mit Benigna geborene Böhm verheiratet. Aus der Ehe gingen zwei Töchter und der Sohn Daniel Zobel (1636–1712) hervor.